# Ruli (Saràtov)
Ruli (en rus: Рули) és un poble de l'óblast de Saràtov, a Rússia, segons el cens del 2010 tenia 80 habitants. Pertany al districte municipal de Rtísxevo.